# Sretenskiklooster
Het Sretenskiklooster (Russisch: Сретенский мужской монастырь) is een Russisch-orthodox klooster voor monniken in Moskou. Het klooster is gelegen in de wijk Kitajgorod aan de Bolsjaja Loebjankastraat. Het is een van de oudste kloosters in Rusland.

## Geschiedenis
In de zomer van 1395 bereidden de troepen van Timoer Lenk een invasie voor. Na de verwoesting van Rjazan en Jelets trokken de troepen op naar Moskou. Met Moskou sidderde de hele christelijke wereld voor de islamitische veroveraars. In het gehele land werden speciale gebedsdiensten georganiseerd om bijstand van de Allerhoogste af te smeken. Grootvorst Vasili I was zich bewust van het overwicht van de vijand en liet vanuit Vladimir de icoon van de Moeder Gods van Vladimir overbrengen. Nadat de icoon arriveerde trok de onoverwinnelijke Timoer zich plotseling op onverklaarbare wijze terug. Volgens de orthodoxe traditie werd Timoer in een droom door de Moeder Gods bevolen Rusland te verlaten. Uit dankbaarheid voor de bevrijding werd in 1397 het Sretenskiklooster gebouwd op de plek waar grootvorst Vasili I en de Moskovieten de icoon van de Moeder Gods van Vladimir opwachtten.

## Sluiting
Het klooster werd op last van het atheïstische bewind in 1922 gesloten. Dankzij inspanningen van de aartsbisschop werd het klooster in 1923 tijdelijk teruggegeven. De teruggave bleek van korte duur. In 1925 volgde definitieve sluiting van het klooster. Met de afbraak van de Kerk van de Heilige Maria van Egypte, de Heilige Nicolaaskerk en de klokkentoren werd in de daaropvolgende jaren het grootste deel van het klooster vernietigd. De laatste abt van het klooster stierf in een werkkamp. Op het grondgebied vestigde zich de NKVD.

## Een nieuw begin
In januari 1991 keerde het enige resterende kloostergebouw, de Heilige Vladimir-kathedraal, terug naar de Russisch-orthodoxe kerk. Restauratie van de kathedraal volgde en de galerij rondom het gebouw werd hersteld. Inmiddels is ook een nieuwe kloostermuur opgetrokken. Het klooster bezit een van de grootste orthodoxe drukkerijen van het land.

## Kerken
- Heilige Vladimirkathedraal (bouwjaar 1679)
- Kerk van de Heilige Maria van Egypte (bouwjaar 1482, afbraak 1930)
- Kerk van de Heilige Nicolaas (bouwjaar 1688, afbraak 1928-1929)
- Kapel van de Icoon van de Moeder Gods van Vladimir (1688, afbraak jaren ’20)